# Ulrike Davy
Ulrike Davy (* 30. Dezember 1955) ist Professorin für öffentliches Recht, deutsches und internationales Sozialrecht und Rechtsvergleichung. 

## Leben
Sie studierte von 1974 bis 1980 Rechtswissenschaften an der Universität Wien (1980 Doctor iuris; Magister iuris). Von 1985 bis 1991 war sie Universitätsassistentin am Institut für Staats‑ und Verwaltungsrecht der Universität Wien. Von 1991 bis 1995 war sie Assistenzprofessorin am Institut für Staats‑ und Verwaltungsrecht in Wien. Von 1996 bis 1998 vertrat sie die Jean-Monnet-Professur für European Labour Law, Labour Relations and Social Policy, Rechtswissenschaftliche Fakultät der Universität Bielefeld, wo sie 1998 Universitätsprofessorin an der Universität Bielefeld, Lehrstuhl für öffentliches Recht, deutsches und internationales Sozialrecht, Rechtsvergleichung (C4) wurde. 
Darüber hinaus ist sie Mitglied des Hochschulrats der Universität Bielefeld, Vorstandsmitglied des Instituts für Weltgesellschaft sowie federführende Vertrauensdozentin der Studienstiftung des deutschen Volkes. Zudem wirkt sie als Gastprofessorin an der Fakultät für Rechtswissenschaft der University of Johannesburg.

## Privates
Davy war bis zu dessen Tod mit dem Raumplaner und Rechtswissenschaftler Benjamin Davy verheiratet.

## Schriften (Auswahl)
- Streik und Grundrechte in Österreich. Eine verfassungsdogmatische Untersuchung über die grundrechtlichen Rahmenbedingungen für Streikmaßnahmen. Wien 1989, ISBN 3-85428-158-7.
- Die Geheime Staatspolizei in Österreich. Organisation und Aufgaben der Geheimen Staatspolizei im „Dritten Reich“ und die Weiterführung ihrer Geschäfte durch österreichische Sicherheitsbehörden. Wien 1990, ISBN 3-214-07907-7.
- mit Benjamin Davy: Gezähmte Polizeigewalt? Aufgaben und Neuordnung der Sicherheitspolizei in Österreich. Wien 1991, ISBN 3-85428-183-8.
- Asyl und internationales Flüchtlingsrecht. Völkerrechtliche Bindungen staatlicher Schutzgewährung, dargestellt am Beispiel des österreichischen Asyl- und Fremdenrechts. Wien 1996. Band 1. ISBN 3-7046-0868-8; Band 2. ISBN 3-7046-0869-6.